# ソウル高等学校
ソウル高等学校（ソウルこうとうがっこう）は、大韓民国ソウル特別市瑞草区に所在する江南8学群の公立男子高等学校。
韓国内で最も古い中等教育機関の一つであり、多くの人材を各界に輩出してきた。1970年代までは「ソウル大学がソウル高校の本校」という入試の冗談が広まっていた。2010年代の朴槿恵大韓民国政府時代まで、韓国政界の主要人物の多くがソウル高校出身であり、KOSPI上場企業のCEOも多数輩出した。
また、韓国の財閥であるサムスンにおいて、歴代最多の社長を輩出した高校もソウル高校である。さらに、韓国の反共主義護国に関連する顕忠施設を4つも保有している学校でもある。参戦記念碑は5つの烏石で作られた碑石が正六面体の枠内に配置され、ソウル高校のマークが刻まれた円形の花崗岩が中央に位置している。後方の主碑には李明博韓国大統領の直筆揮毫「自由民主主義守護」が刻まれ、主碑の左右に立つ4つの碑石には、ソウル高校出身の参戦者たちの名簿が期別に刻まれている。

## 概要
ソウル高校は公式に認めていないが、大韓帝国末期、漢城府の日本人居留民団が、内地人（日本人）の子弟を教育するために1909年に設立した、京城居留民団立京城中学校が同校の起源である。開校にあたっては、一進会から土地・建物を借りている。その後韓国併合により、同校は統監府、次いで朝鮮総督府が所管する官立中学校を経て、京畿道に移管された。
日本統治時代の朝鮮においては、成績優秀な内地人男児の多くは同校への入学を目指し、一貫して朝鮮の中学校の筆頭的存在であり続けた。1924年に創立された帝国大学の一つ、京城帝国大学の中でも同校出身者が最大多数を誇っていた。なお、朝鮮人の入学も可能であったが、その数は非常に少なかった。学校スポーツに関しては、全国中等学校優勝野球大会の本大会に、朝鮮半島代表として5回出場している。
1945年8月15日、日本が太平洋戦争に無条件降伏したのを境に同校の性質は大きく変わることとなる。同年9月24日に米軍の軍政布告によって日本人の学校が閉鎖命令を受け、その後内地人が本土へ帰還したことで、京城中学校は校名をソウル中学校と改め、韓国人の学校として再出発した。1951年の学制改革によって同校は新制のソウル中学校（1971年廃止）とソウル高等学校に分割され、現在に至っている。
同校の公式サイトの沿革では、1946年以後の年表のみが記され、それ以前の京城中学校時代については資料が残されていないため、言及されていない。

## 沿革
- 1909年5月22日 - 京城居留民団立京城中学校が開校。
- 1910年4月 - 官立となる。統監府中学校に改称。次いで8月、朝鮮総督府中学校に改称。11月、慶熙宮跡に新校舎が完成、移転。
- 1911年4月 - 朝鮮総督府中学校 附設 臨時小学校 校員 養成所 開設 : 1年制 < 中学校 卒業 以上  同等 > 2年 止定 校 僕務 依務
- 1912年6月 - 寄宿舎完成。
- 1913年3月9日 - 釜山中学校開校に伴い、（官立）京城中学校に改称。2年 止定 校 僕務 依務
- 1913年4月- 京城中学校 附設 臨時小学校 校員 養成所 開設 : 1年制 < 中学校 卒業 以上  同等 >
- 1915年4月 - 平壌に分教室設置（翌年平壌中学校として独立）。
- 1917年4月 - 大田に分教室設置（翌年大田中学校として独立）。
- 1925年 - 京畿道に移管され、京城公立中学校に改称。
- 1933年5月27日 - 校舎が焼失。原因は不明。
- 1935年4月21日 - 新校舎落成式と創立25周年記念式を同時開催。
- 1945年8月 - 1946年に、日本の敗戦および内地人引き揚げ。「日本人の学校」としての歴史が終わる。
- 1946年3月 - 韓国の学校として新たに開校する。修業年限を6年制に変更。
- 1947年6月 - ソウル中学校に改称。
- 1951年9月 - 学制改革によって、ソウル中学校（3年制）とソウル高等学校（3年制）に分かれる。12月、中学校を西大門中学校に改称。
- 1953年7月 - 西大門中学校、旧名に復す。
- 1969年 - ソウル中学校、生徒募集停止。
- 1971年 - ソウル中学校廃止。
- 1980年 - ソウル高等学校、江北の京城中学校時代の校地から、江南の瑞草区へ移転。旧校舎はソウル市立美術館として使用されたが取り壊され慶熙宮が部分的に復元されている。

## 著名な出身者
戦前
- 森敦 - 小説家
- 宇佐美洵 - 第21代日本銀行総裁
- 宇佐美毅 - 第2代宮内庁長官
- 具鎔書 - 第10代大韓民国商工部長官、初代韓国銀行総裁
- 伊達得夫 - 編集者
- 柳井隆雄 - 脚本家
- 中島敦 - 小説家
- 湯浅克衛 - 小説家
- 泉靖一 - 文化人類学者
- 青木均一 - 実業家、東京電力会長
- 成田豊 - 実業家、電通会長
- 梶山季之 - 小説家
- 申相玉 - 映画監督
- 乾昭三 - 法学者
- 葉紀甫 - 詩人
- 日野草城 - 俳人
- 今村充夫 - 民俗学者、歌人

戦後
- 林泰勳 - プロ野球選手（斗山ベアーズ）
- 安致弘 - プロ野球選手（起亜タイガース）
- 李尚勲 - 元プロ野球選手
- 崔仁浩 - 小説家